# تشارلز لويس بيلي
تشارلز لويس بيلي (بالإنجليزية: Charles Lewis Beale) هو محامي وسياسي أمريكي، ولد في 5 مارس 1824 في كانان في الولايات المتحدة، وتوفي في 29 يناير 1900 في هدسون في الولايات المتحدة. حزبياً، نشط في الحزب الجمهوري. وقد انتخب عضو مجلس النواب الأمريكي.